# Nephodia dognini
Nephodia dognini är en fjärilsart som beskrevs av Thierry-mieg 1907. Nephodia dognini ingår i släktet Nephodia och familjen mätare. Inga underarter finns listade i Catalogue of Life.